# 安楽寺 (上田市)
安楽寺（あんらくじ）は長野県上田市別所温泉にある曹洞宗の寺院。山号を崇福山と称する。院号は護国院。開山は樵谷惟仙（しょうこくいせん）。本尊は釈迦如来。国宝の八角三重塔があること、また長野県で最古の禅寺であることで知られる。

## 歴史
伝承では天平年間（729 - 749年）、行基の建立とも言い、平安時代の天長年間（824 - 834年）の創立とも言うが、鎌倉時代以前の歴史は判然としない。平安時代末期には律宗寺院であったとされる。
安楽寺の存在が歴史的に裏付けられるのは、鎌倉時代、実質的な開山である樵谷惟仙が住してからである。樵谷惟仙は、信濃出身の臨済宗の僧で、生没年ははっきりしないが、13世紀半ばに宋に留学し、著名な禅僧の蘭渓道隆（鎌倉建長寺開山）が来日するのと同じ船で寛元4年（1246年）、日本へ帰国したという。2世住職の㑃牛恵仁は宋の人で、やはり樵谷惟仙が日本へ帰国するのと同じ船で来日した。
鎌倉時代の安楽寺は塩田荘を領した塩田流北条氏の庇護を得て栄えたが、室町時代以降衰退し、古い建物は八角三重塔を残すのみである。天正8年（1580年）頃、曹洞宗通幻派の高山順京（こうざんじゅんきょう）によって再興され、以後曹洞宗寺院となっている。

## 伽藍
著名な八角三重塔（後述）の他、本堂、庫裏、坐禅堂、経蔵、傳芳堂（文化財収蔵庫）などがある。

## 八角三重塔
境内奥の山腹に建つ。昭和27年（1952年）3月29日に松本城とともに、長野県内の建造物として最初の国宝指定を受ける。
日本に現存する近世以前の八角塔としては唯一のものである。（八角塔は京都法勝寺、奈良西大寺などに存在したが、戦乱などで失われた。）
全高（頂上から礎石上端まで）18.75メートル。構造形式は八角三重塔婆、初重裳階（もこし）付、こけら葺である。（四重塔にも見えるが一番下の屋根はひさしに相当する裳階〈もこし〉である。）この塔は日本に現存する唯一の八角塔であるとともに、全体が禅宗様で造られた仏塔としても稀有の存在である。組物（軒の出を支える構造材）を柱の上だけでなく柱間にも密に配する点（詰組）、軒裏の垂木を平行線状でなく放射状に配する点（扇垂木）、柱の根元に礎盤を置く点、頭貫（かしらぬき、柱頭を貫通してつなぐ水平材）の端に木鼻（彫り物）を施す点など、細部に至るまで禅宗様で造られている。内部の天井の形式や八角の仏壇も他に類を見ないものである。内部には禅宗寺院には珍しく大日如来像が安置されている。
この塔の建立年代は、従来、漠然と鎌倉時代末〜室町時代始め頃と考えられていたが、平成16年（2004年）奈良文化財研究所埋蔵文化財センター古環境研究室による年輪年代調査の結果、この三重塔の部材には正應2年（1289年）に伐採した木材が初重内部の蝦虹梁に使われていることが判明した。このことから当塔は13世紀末（1290年代）に建築されたものと考えられ、元応2年（1320年）建築の功山寺仏殿を凌ぐ日本最古の禅宗様建築である可能性が高くなった。
平成23年（2011年）11月に、屋根の葺き替えは60年ぶり、頭頂部金具の修理は100年ぶりとなる大規模な修復工事が行われた。

## 文化財
国宝
- 八角三重塔

重要文化財
- 木造惟仙和尚坐像
- 木造恵仁和尚坐像

重要文化財の2点は、安楽寺開山と2世住職の頂相彫刻である。いずれも嘉暦4年（1329年）の作。本堂裏にあるコンクリート造の傳芳堂に安置されている。

## 拝観について
- 3 - 10月 8:00 - 17:00、11 - 2月 8:00 - 16:00
- 拝観料 300円

## 周辺寺院
安楽寺がある塩田平周辺は「信州の鎌倉」とも呼ばれ、かつて塩田北条氏の拠点として栄えたことから、鎌倉時代から室町時代にかけての中世の文化財が多く集まる。
- 大法寺（国宝）三重の塔 他
- 常楽寺（重文）多宝塔
- 前山寺（重文）三重の塔
- 中禅寺（重文）薬師堂 他
- 信濃国分寺（重文）三重の塔
- 龍光院